# 4ª Brigata telecomunicazioni e difesa aerea
La 4ª Brigata Telecomunicazioni e Sistemi per la Difesa Aerea e l’Assistenza al Volo (fino al 15 dicembre 2014 denominata 4º Reparto Tecnico Manutentivo), è una brigata dell'Aeronautica Militare per il settore manutentivo.

## Storia
È stata costituita il 31 dicembre 2006 come 4º Reparto tecnico manutentivo, con sede nel centro Generale "Aristide de Vincenti" di Borgo Piave (frazione di Latina) per riunire in un unico ente i settori manutentivi Radar, TLC e degli altri sistemi di comando e controllo impiegati nel settore della difesa aerea e dell'assistenza al volo. Posto alle dipendenze del Comando logistico dell'Aeronautica Militare, è divenuto operativo dal febbraio 2007.
Il Reparto nasce per riconfigurazione dei seguenti reparti:
- 7º Reparto tecnico operativo
- 8º Reparto tecnico operativo
- 8º Deposito centrale
- 3º Gruppo manutenzione T.L.C.
- 5º Gruppo manutenzione T.L.C.

Il 19 febbraio 2015 viene riconfigurata come 4ª Brigata telecomunicazioni e sistemi per la difesa aerea e l’assistenza al volo (decreto capo S.M. 15 dicembre 2014). Alle dipendenze della brigata vengono poste le Squadriglie Radar Remote.

## Compiti
La missione del Reparto consiste nel «provvedere alla manutenzione fino al 3º livello tecnico degli impianti e delle apparecchiature per le telecomunicazioni terra-terra, terra-bordo-terra e satellitari, le radioassistenze e la meteorologia della Forza armata, i sistemi multifonici e di registrazione, degli impianti e delle apparecchiature per la telefonia, delle reti di supporto ai sistemi informativi ed ai sistemi di automazione della messaggistica, degli impianti radar e dei relativi sistemi automatizzati e di integrazione, dei sistemi di comando e controllo impiegati nel settore della difesa aerea e dell'assistenza al volo».

## Organigramma e struttura

### La 4ª Brigata
- 1º Reparto tecnico Comunicazioni - Milano Linate:
  - Centro AM Meteo Monte Cimone;
  - Sq. TLC Villafranca;
  - Sq. TLC Decimomannu;
  - Teleposto TLC Monte Rubello;
  - Teleposto TLC Monte Limbara;
  - Teleposto TLC METEO Brik della Croce.
- 2º Reparto Tecnico Comunicazioni - Bari Palese:
  - Sq. TLC Trapani;
  - Teleposto TLC Serralta S.Vito;
  - Teleposto TLC METEO Passo della Porretta;
  - Teleposto TLC METEO Terminillo;
  - Teleposto TLC METEO Ponza;
  - Teleposto TLC METEO Monte Calamita.
- Centro Tecnico per la Meteorologia - Vigna di Valle.

- 13 Squadriglie Radar Remote;
  - 112ª Squadriglia Radar Remota di Mortara (PV);
  - 113ª Squadriglia Radar Remota di Portogruaro (VE);
  - 114ª Squadriglia Radar Remota di Potenza Picena (MC);
  - 115ª Squadriglia Radar Remota di Capo Mele (SV);
  - 121ª Squadriglia Radar Remota di Poggio Ballone (GR);
  - 123ª Squadriglia Radar Remota di Capo Frasca (SU);
  - 131ª Squadriglia radar remota di Jacotenente (FG);
  - 132ª Squadriglia Radar Remota di Isola di Capo Rizzuto (KR);
  - 133ª Squadriglia Radar Remota di San Giovanni Teatino (CH);
  - 134ª Squadriglia Radar Remota di Lampedusa (AG);
  - 135ª Squadriglia Radar Remota di Marsala (TP);
  - 136ª Squadriglia Radar Remota di Otranto (LE);
  - 137ª Squadriglia Radar Remota di Mezzogregorio (SR);

### Comandanti
| Col.       | G.A.r.n.       | Stefano  | Rivola      | (2006-2007)   |
| Gen. Brig. | A.A.r.a.n.     | Paolo    | Rizzo       | (2007-2009)   |
| Gen. Div.  | A.A.r.a.n.     | Donato   | Scattarelli | (2009-2010)   |
| Gen. B.    | A.A.r.a.n.     | Antonio  | Celletti    | (2010-2011)   |
| Col.       | A.A.r.a.n.     | Silvio   | Monti       | (2012-2014)   |
| Gen. B.    | A.A.r.a.n.     | Pietro   | Iodice      | (2012-2014)   |
| Gen. B.A.  | A.A.r.n.n.Nav. | Giuseppe | Sgamba      | (2014-2016)   |
| Gen. B.    | A.A.r.a.n.     | Vincenzo | Falzarano   | (2016- 2020)  |
| Gen. B.    | A.A.r.a.n.     | Sandro   | Sanasi      | (2020 - 2024) |